# Шуберское
Шуберское — посёлок в Новоусманском районе Воронежской области. Административный центр Шуберского сельского поселения.

## История
Поселок основан при железной дороге в конце XIX века. До начала XVIII века земли были ещё не заселены. В XVIII веке воронежский воевода сдавал в аренду монастырям откупные угодья для рыбной ловли и пушного промысла. Так земли, входящие сейчас в состав Шуберского сельского поселения, были арендованы одним из монастырей с целью заготовки грибов, ягод, лекарственных трав, а также рыбной ловли и сбора меда диких пчел. В конце XVIII века здесь возникает поселение, названное Апостоловкой. Первыми жителями Апостоловки стали крестьяне, работавшие на монастырских землях, всего около сорока человек. В XIX веке село было передано во владение полковнику И. В. Волошину. В его честь и поселение стали называть Волошино.
В 1868 году была введена в эксплуатацию железнодорожная линия Воронеж—Козлов (ныне Мичуринск). На расстоянии около двух километров от поселка Волошино был построен разъезд Шуберский, названный в честь путейного инженера Карла Эрнестовича Шуберского (1835—1891), возглавившего работу на перегоне Сомово—Синицыно. В 1900 году был выстроен дом для железнодорожных рабочих, который ныне является памятником архитектуры. После революции 1917 года в поселке Волошино проживали 12 зажиточных семей.
Вблизи железнодорожного полотна в годы Великой Отечественной войны хоронили убитых в результате бомбежек и умерших но пути следования поездов раненых. О тех днях истории страны напоминает братская могила, у которой в День Победы проводятся митинги, торжественные собрания и возложение гирлянд Памяти.
После Великой Отечественной войны возле площадки Шуберское начали давать участки под застройку, в основном людям, работающим на железной дороге. Так вырос небольшой поселок Шуберское, который был отнесен к Боровскому сельсовету. И Волошино, и Шуберское интенсивно росли и постепенно соединялись. К середине 1960-х годов здесь проживали около 2,5 тысяч человек. В 1955 году здесь была построена школа. Возникла необходимость в местном самоуправлении. В связи с тем, что в районном бюджете не было денежных средств на строительство здания сельсовета, оно разместилось в здании почты. И лишь в 1975 году здание сельсовета было построено. В этом же здании разместилась и библиотека.
С одобрения большинства жителей в 1976 году произошло объединение двух населенных пунктов Волошино и Шуберское, которое было утверждено решением облисполкома № 838 от 15.12.1976 года «О переименовании Волошинского сельского Совета в Шуберский сельский Совет с центром в поселке Шуберское».

## Население
| 2007 | 2008  | 2010  |
| ---- | ----- | ----- |
| 2093 | ↘2077 | ↗2150 |

## Уличная сеть
- ул. Березовая
- ул. Ленина
- ул. Лесная
- ул. Луговая
- ул. Пионерская
- ул. Плехановская
- ул. Подлесная